# Riga Autobus Factory
RAF a fost o companie rusă / sovietică specializată în construcția de autobuze și autoutilitare. Compania a fost creată în 1949 și a avut destul de mult succes în anii trecuți, însă Volkswagen a aflat că compania își copiază desenele și le-a dat în judecată în 1993 și, din cauza căderii Uniunii Sovietice, compania nu a avut aproape niciun sprijin și a fost forțată să închis în 1994, ultimul vehicul al companiei a fost RAF-2203 și după închiderea companiei, producția sa a fost preluată de GAZ, care a produs-o până în 1998.

## Istoric
RAF a fost finanțat în 1949 pentru a crea microbuze și autobuze mai bune decât versiunile de autobuze ale camioanelor GAZ-MM și GAZ-51. Primul vehicul al companiei a fost RAF-255, a fost produs până în 1962 și aproximativ 15.000 de unități ale vehiculului au fost produse și vândute. În 1956, compania a produs primul său microbuz, autoutilitara RAF-10. Vehiculul respectiv a folosit șasiul de la GAZ Pobeda și o versiune ușor modificată a caroseriei Volkswagen Type 2. Compania a continuat să producă microbuze și autoutilitare care au un succes destul de mare.
RAF-10 a fost modernizat ca cel mai popular RAF-8 și câteva luni mai târziu a fost modernizat ca RAF-977, care este considerat principalul microbuz din Europa de Est, deoarece acestea sunt încă destul de comune, deoarece majoritatea au supraviețuit prin ani. Compania armeană numită ERaZ a început să producă versiuni de camionete de marfă ale microbuzului RAF-977. RAF-977 a încetat să fie produs în 1976 în uniunea sovietică principală, dar producția la ERaZ a continuat până în 1995. RAF-977 a fost înlocuit de RAF-2203, care nu era o modernizare a RAF-977, ci un design complet nou.
În 1993, Volkkswagen a dat în judecată RAF după ce au aflat, după multe decenii, că RAF folosise caroseria Volkswagen Type 2 în mod ilegal pentru vanul RAF-10. Datorită căderii Uniunii Sovietice, compania nu a avut aproape niciun sprijin în instanță și a fost forțată să închidă în 1994. În același an, GAZ a lansat noua camionetă GAZ Gazelle. După închiderea companiei RAF, producția RAF-2203 a fost preluată de GAZ, care a produs-o împreună cu GAZ Gazelle până în 1998, când a fost întreruptă. În prezent există știri că compania RAF ar putea fi recreată ca producător de autobuze și microbuze, dar în prezent nimic nu a fost îndeplinit.

## Modele
- RAF-255 (1949-1962)
- RAF-10 (1956-1958)
- RAF-8 (1958-1961)
- RAF-977 (1958-1976)
- RAF-2203 (1976-1994, producția a continuat de către GAZ până în 1998)